# The Private Collection
The Private Collection is een verzamelalbum van Rick Wakeman.
Wakeman bracht kennelijk nog niet genoeg muziekalbums uit. Op The Private Collection staat een aantal opnamen die belandden in de bak niet goed genoeg, vergeten of paste niet bij een album. Uitgave van Ambient Records blonk daarbij uit in het niet anders noemen dan de tracktitels. And now a word from out sponsor was alleen verkrijgbaar als B-kant van een of andere single. In 2006 kwam een heruitgave van het album. 

## Musici
- David Hemmings - spreekstem
- Ashley Holt, Gary Pickford Hopkins, zang
- Geoff Crampton, Jackie MacAuley – gitaar
- John Gustafson, Roger Newell – basgitaar
- Rick Wakeman – toetsinstrumenten
- Tony Fernandez – slagwerk
- Barney James – percussie
- London Symphony Orchestra, New York Philharmonic – orkesten
- David Measham – dirigent

## Tracklist
| Nr. | Titel                            | Duur  |
| --- | -------------------------------- | ----- |
| 1.  | The battle                       | 4:35  |
| 2.  | Penny’s piece                    | 7:43  |
| 3.  | The Pearl & Dean piano concerto  | 4:35  |
| 4.  | Peace for granny                 | 3:58  |
| 5.  | Steamhole dance (part 1 and 2)   | 3:37  |
| 6.  | The mountain                     | 8:18  |
| 7.  | Warmongers                       | 4:14  |
| 8.  | Aberlady                         | 11:18 |
| 9.  | And now a word from our sponsors | 3:14  |